# Elecciones generales de Sierra Leona de 1967
Las elecciones generales de Sierra Leona se llevaron a cabo el 17 de marzo de 1967. El principal partido opositor, Congreso de Todo el Pueblo, liderado por Siaka Stevens, obtuvo mayoría simple con el 44.9 % de los votos, recibiendo ayuda suficiente para formar gobierno. Fue la primera elección de África en la que un partido opositor triunfó en unas elecciones (exceptuando los regímenes de apartheid de Rodesia y Sudáfrica). Un golpe militar trató de evitar la toma del poder del Primer ministro electo, pero un contragolpe realizado con éxito en 1968 permitió al gobierno constitucional asumir su cargo.

## Antecedentes
Al momento de las elecciones, la situación política del país era bastante inestable. El Partido Popular de Sierra Leona, que había triunfado en las anteriores elecciones (primeras desde la independencia) había sufrido un drástico descenso en su popularidad, en parte por sus políticas económicas fallidas y por los constantes intentos (aunque fracasados) del Primer ministro Albert Margai de convertir al país en un estado de partido único, como había ocurrido con la mayoría de los países vecinos en la misma década. Además, el gobierno del SLPP se caracterizó por diversos escándalos de corrupción que minaron totalmente la imagen pública de la legislatura.
También había problemas étnicos en el proceso electoral. La mayoría de los votantes del SLPP pertenecían a las etnias Mende, Sherbo, y Fula, mientras que el Congreso de Todo el Pueblo (o APC) era más popular entre las etnias Temne, Susus, Loko, Mandinga y los criollos. El antagonismo hacia el SLPP surgió en parte debido al favoritismo de Margai por elegir Mendes étnicos para puestos importantes en el gobierno, medida que fue vista como excluyente y discriminatoria por gran parte de la población, sumado al miedo infundido a la población por el crecimiento de la presencia de los Mendes en el ejército y la policía.

## Resultados
| Partido                                  | Votos   | %     | Escaños | +/- |
| ---------------------------------------- | ------- | ----- | ------- | --- |
| Congreso de Todo el Pueblo               | 279.515 | 44.89 | 32      | +16 |
| Partido Popular de Sierra Leona          | 230.999 | 37.10 | 28      | 0   |
| Independientes                           | 111.936 | 17.98 | 6       | -8  |
| Elegidos por los Jefes Supremos Tribales | -       | -     | 12      | 0   |
| Total                                    | 622.650 | 100   | 78      | +4  |
| Fuente: Nohlen et al.                    |         |       |         |     |

## Consecuencias
El ACP obtuvo mayoría simple, pero con el apoyo de algunos candidatos independientes y elegidos por los jefes tribales obtuvo la mayoría necesaria para formar gobierno. Aunque el Gobernador General Henry Josiah Lightfoot Boston juramentó a Siaka Stevens como nuevo Primer ministro del país, el 21 de marzo, tan solo unas horas más tarde, un golpe militar disolvió al parlamento e instauró una dictadura. David Lansana, líder del golpe, puso a Stevens y Boston bajo arresto domiciliario alegando una serie de irregularidades en la elección. Tan solo dos días después, el propio Lansana fue derrocado por otro movimiento golpista dirigido por Andrew Juxon-Smith quien mandó a arrestar también a Albert Margai, Primer ministro saliente. El 18 de abril de 1968, más de un año después, una facción del ejército liderada por John Amadu Bangura intervino en favor del APC y realizó un contragolpe con éxito, derrocando a Juxon-Smith y restaurando el orden constitucional. Miembros del nuevo partido del gobierno fueron arrestados y el ejército fue sometido a una purga política.